# Družba (Alejskij rajon)
Družba (in lingua russa Дружба) è un centro abitato del Territorio dell'Altaj, situato nell'Alejskij rajon.